# Manipule (réseau de résistance)
Pour les articles homonymes, voir Manipule.
 Manipule est le nom donné à un réseau de renseignement de la Résistance intérieure française pendant la Seconde Guerre mondiale.
Manipule est un réseau de la France libre créé en février 1942. Il peut être considéré comme le "service action" du mouvement Ceux de la Résistance. Il a compté environ 600 agents, implantés dans la zone nord de la France, principalement sur la côté Ouest ainsi que le long de la frontière belge.
Ses responsables successifs ont été:
- Jacques Lecompte-Boinet[1]
- Robert Reyl
- Pierre Mabille
- Pierre Arrighi
- Michel Bedel

Les arrestations, les déportations et la mort ont touché le tiers des effectifs entre 1942 et 1944.

## Personnalités
- Bernard Quentin, artiste peintre et sculpteur, a appartenu au réseau Manipule.
- Marie Martin-Sané

## Sources
- Cécile Vast, article Manipule in Dictionnaire historique de la Résistance, direction François Marcot, p.154, Robert Laffont, 2006